# 社會聯合黨
社會聯合黨是香港2005年成立的政黨，召集人為黃嘉錫。社會聯合黨理念為中產市民反映意見及訴求，及鼓勵參與社會的發展，培養政治人才，支持儘快推行普選及取消區議會委任制。其中一名成員為時任區議員李汝大。不過，這個政黨的結局與同期成立的全民黨一樣，在成立以後就沒有下文。